# Tesfaldet Tekie Tsada
Tesfaldet Tekie Tsada FSA (* 6. Dezember 1969 in Hebo) ist ein eritreischer Geistlicher und Apostolischer Visitator für die eritreisch-katholischen Gläubigen des alexandrinischen Ritus (Ge’ez) in den USA und in Kanada.

## Leben
Tesfaldet Tekie Tsada trat der Ordensgemeinschaft der Lazaristen bei. Er studierte Philosophie und Katholische Theologie am Asmara Catholic Theological Institute. Am 26. Oktober 1997 empfing Tsada das Sakrament der Priesterweihe.
Tsada war zunächst drei Jahre in der Pfarrseelsorge tätig. Anschließend wurde Tesfaldet Tekie Tsada für weiterführende Studien nach Rom entsandt, wo er an der Päpstlichen Universität Gregoriana ein Lizenziat im Fach Biblische Theologie erwarb. Später trat er den Söhnen der heiligen Anna, einer öffentlichen Vereinigung von Gläubigen, bei. Von 2005 bis 2008 wirkte Tsada als Seelsorger am Marienheiligtum in Altavilla Milicia im Erzbistum Palermo, bevor er 2009 Ausbildungsleiter und Superior der Niederlassung der Söhne der heiligen Anna in Nairobi sowie Kaplan für die eritreischen Gläubigen in Kenia wurde. Von 2012 bis 2013 war er auf den Philippinen tätig. Ab 2014 war Tesfaldet Tekie Tsada Kaplan für die eritreischen Gläubigen in Los Angeles und Seelsorger in der Pfarrei Sacred Heart.
Am 19. Januar 2022 ernannte ihn Papst Franziskus zum Apostolischen Visitator für die eritreisch-katholischen Gläubigen des alexandrinischen Ritus (Ge’ez) in den USA und in Kanada.